# 구병산 나들목
구병산 나들목(Gubyeongsan IC)은 충청북도 보은군 마로면 적암리에 설치된 서산영덕고속도로의 21-1번 교차로이다. 하이패스 전용 나들목이기 때문에 구병산 하이패스 나들목이라고도 불리며, 2017년 12월 28일에 개통되었다. 서산방향 진출입만 가능하다. 건설 당시에는 속리산 하이패스 나들목이라는 가칭으로 불렸다.

## 연혁
- 2017년 5월 16일 : 2017년 12월까지 속리산 하이패스 나들목 신설 공사로 인해 충청북도 보은군 마로면 적암리 280m 구간 도로구역 변경[1]
- 2017년 12월 28일 : 서산영덕고속도로 청주방향 43.3km 위치 속리산휴게소 내에 구병산 나들목으로 하이패스 나들목 개통[2]

## 구조물 정보
속리산휴게소 내에 설치되었으며 하이패스 이용 차량만 이용할 수 있다.
- 위치: 충청북도 보은군 마로면 적암리
- 영업소: 충청북도 보은군 마로면 적암길 56-17

## 접속하는 도로
- 국도 제25호선 (보청대로)

## 교통량 정보
| 요금소          | 통행량 (대/일) | 통행량 (대/일) | 통행량 (대/일) | 각주  |
| 요금소          | 2017년         | 2018년         | 2019년         | 각주  |
| --------------- | -------------- | -------------- | -------------- | ----- |
| 구병산 (폐쇄식) | 29             | 43             | 50             | [ 3 ] |